# محمد پولو
محمد پولو (انگلیسی: Mohammed Polo؛ زادهٔ ۱۱ نوامبر ۱۹۵۶) بازیکن سابق و مربی فوتبال اهل غنا است.
از باشگاه‌هایی که در آن بازی کرده است می‌توان به باشگاه ورزشی هارتس آف اوک و باشگاه فوتبال الوصل امارات اشاره کرد.
وی همچنین در تیم ملی فوتبال غنا بازی کرده است.